# 秋石
秋石，又名秋丹石、秋冰、淡秋石，是中國古代以童尿提煉的藥品，源自道教煉丹，信徒認為它可作為長生不老藥。
秋石最早可以追溯到东汉末年，魏伯阳的《周易参同契》上有“淮南炼秋石”的记载。唐朝元稹有提煉秋石，白居易诗有“微之炼秋石，未老身溘然”之句。《道藏》的“大丹记”有口诀云，“淮南王炼秋石，八月之节，金元正位也，缘其色白，故曰秋石。”宋朝沈括在任宣城知府时，提炼过秋石，又将提炼秋石的阴阳二法收录于《苏沈良方》。叶梦得著《水云录》中记有秋石的阴阳二炼法。《本草纲目》卷五十二記“秋石四精丸，治思虑色欲过度，损伤心气，遗精小便数”。陈嘉谟认为，秋石可以“明目清心，延年益寿，”汪绂在《医林篡要》中指出，“秋石滋益真阴，去肾水之秽浊，或谓其能使虚阳狂作，真水愈亏，则一偏之论矣。”李约瑟則認為秋石是中國的重大科技發明之一。